# Лемборк
Ле́мборк (пол. Lębork) — місто в північній Польщі, на річці Леба. Адміністративний центр Лемборського повіту Поморського воєводства.

## Назва
- Ле́мборк, або Лє́мборк (пол. Lębork, МФА: [ˈlɛmbɔrk]) — сучасна польська назва.
- Левіно (пол. Lewino), або Лебно (пол. Łebno) — старі польські назви.
- Левінбург (нім. Lewinburg) — стара німецька назва.
- Ла́уенбург (нім. Lauenburg) — історична німецька назва.
- Ла́уенбург-Померанський (нім. Lauenburg in Pommern) — інша назва; на противагу Лауенбургу-на-Ельбі, сучасному Лауенбургу.
- Ленборг (каш. Lãbòrg), або Ленборх (каш. Lãbórch)

## Населення
Демографічна структура станом на 31 березня 2011 року:
|          | Загалом | Допрацездатний вік | Працездатний вік | Постпрацездатний вік |
| -------- | ------- | ------------------ | ---------------- | -------------------- |
| Чоловіки | 17352   | 3678               | 12064            | 1610                 |
| Жінки    | 18437   | 3349               | 11176            | 3912                 |
| Разом    | 35789   | 7027               | 23240            | 5522                 |

## Українські сліди
В околиці Лемборка було переселено українців в ході акції "Вісла". В місті діяв відділ Українського суспільно-культурного товариства. Наразі в місті наявна досить численна українська громада (Об'єднання українців в Лемборку по вул. Krzywoustego 1, та греко-католицька парафія св. Димитрія, яка збирає кошти на будівництво власної церкви. Місцем богослужінь є римсько-католицький костел св. Максиміліана біля кладовища на вул. Kaszubska. На кладовищі по вул. Кашубській неподалік від церкви поховано вояка УНР Сергія Хлопицького (могила збереглася). У місті жив після Другої світової війни і помер український письменник і фейлетоніст Василь Гірний (1902-1981), автор української газети "Наше слово" (Варшава).